# Heini Meng
Heinrich "Heini" Meng, född 20 november 1902 i Davos, död 13 augusti 1982 i Melbourne, Australien, var en schweizisk ishockeyspelare. Meng blev olympisk bronsmedaljör i ishockey vid vinterspelen 1928 i Sankt Moritz.